# Het Blauwe Gebouw
Het Blauwe Gebouw was een kantoorgebouw gelegen aan de Besterdring in de Noord-Brabantse stad Tilburg. Hoewel vaak verguisd als lelijkste gebouw van Tilburg kwam het gebouw lokaal in de belangstelling te staan toen halverwege de jaren 2010 sloop dreigde. Onder andere erfgoedvereniging Heemschut Brabant en de Actiegroep tot behoud van Het Blauwe Gebouw maakte zich hard voor behoud van het bouwwerk.

## Het gebouw
Het gebouw werd midden jaren 70 ontwikkeld als kantoorgebouw voor de sociale dienst van de Gemeente Tilburg. Het werd ontworpen door de Tilburgse architect Jac. Van Oers en was beeldbepalend met zijn plint van kobaltblauwe glas-mozaïek-tegels en "hoogbouw" uitgevoerd in cortenstaal met goudkleuring spiegelglas. De ramen in de laagbouw verwezen naar de ramen van de trein-coupés van overbuurman de Nederlandse Spoorwegen, die er tot 2011 een grote werkplaats had (nu Spoorzone Tilburg).
Het gebouw werd officieel geopend op 21 januari 1978 door burgemeester Letschert. 

## De sloop
Nadat het UWV het kantoorgebouw verliet en het jarenlang leegstond werd besloten om het te slopen. De technische installaties en cortenstalen gevel waren aan het einde van de levensduur en het pand bevatte bovendien veel asbest. Ondanks de oproepen om het pand te behouden en de inmiddels verworven 'cult-status' startte de sloop van het Blauwe Gebouw begin 2023. Deze was in de zomer van dat jaar gereed. 
Op de plaats van het gebouw is appartementengebouw De Burgemeester gepland.  